# Cryptocephalus querceti
Cryptocephalus querceti  (лат.) — вид листоедов (Chrysomelidae) из подсемейства скрытоглавов (Cryptocephalinae). Встречается в Центральной и южной части Северной Европы.